# Ali ibn Yahya
Ali ibn Yahya est l'avant-dernier souverain Ziride d'Ifriqiya, il régne entre 1116-1121.

## Biographie
Ali devient souverain en 1116 à la mort de son père, Yahya ibn Tamim. Il prévoit d'attaquer le royaume italo-normand de Sicile et s'allie avec les Almoravides. Ces manœuvres conduisent à une série d'affrontements avec les Normands, qui se poursuivent dans les décennies qui suivent sa mort et qui culminent avec la capture de la capitale ziride, Mahdia, en 1148. Le fils d'Ali, Abu'l-Hasan al-Hasan, fut ainsi le dernier souverain Ziride. 